# 勒哈瓦
勒哈瓦（希伯來語：‎）是以色列一个极右翼和犹太至上主义组织。該組織反对犹太人的同化，反对犹太人与非犹太人結婚以及交往。 該組織還要求基督教滾出以色列。 2024年，美国以煽动以色列定居者的暴力行为為由制裁勒哈瓦，並稱勒哈瓦是“以色列最大的暴力极端组织”。 